# Olîșva (Zorea), Rivne
Olîșva (în ucraineană Олишва) este un sat în comuna Zorea din raionul Rivne, regiunea Rivne, Ucraina.

## Demografie
Componența lingvistică a localității Olîșva
     Ucraineană (98,03%)
     Rusă (1,97%)
Conform recensământului din 2001, majoritatea populației localității Olîșva era vorbitoare de ucraineană (98,03%), existând în minoritate și vorbitori de rusă (1,97%).